# Rockin' the Joint
Rockin' The Joint es un álbum en vivo de Aerosmith más reciente, lanzado el 25 de octubre de 2005. El álbum es una recopilación de los mejores temas de un concierto realizado en Las Vegas. Cuenta con 12 canciones, desde Seasons Of Wither y Train Kept A Rollin' de su álbum Get Your Wings de 1974, hasta Light Inside y Beyond Beautiful del disco Just Push Play de 2001, pasando por temas de Toys In The Attic, Draw The Line, entre otros. Además, en un box especial, se incluyen un Dual-Disc en el que se presenta el mismo concierto en Las Vegas, con el agregado de "Sweet Emotion", entre otros éxitos.

## Canciones
1. "Intro: Good Evening Las Vegas."
2. "Beyond Beautiful."
3. "Same Old Song & Dance."
4. "No More No More."
5. "Seasons Of Wither."
6. "Light Inside."
7. "Draw The Line."
8. "I Don't Want To Miss A Thing."
9. "Big Ten Inch Record."
10. "Rattlesnake Shake."
11. "Walk This Way."
12. "Train Kept A Rollin'."

### DVD
1. "No More No More"
2. "Dream On"
3. "Draw the Line"
4. "Toys in the Attic"
5. "Livin' on the Edge"
6. "Sweet Emotion"

- Datos: Q2463201